# La cesta de pan (1926)
La cesta de pan es una pintura del pintor español Salvador Dalí, que actualmente forma parte del Museo Salvador Dalí de San Petersburgo, Florida (Estados Unidos). La pintura representa cuatro trozos de pan untados con mantequilla dentro de una cesta de mimbre. Tres trozos a la izquierda, y uno separado a la derecha que está medio mordido. La cesta reposa sobre un paño blanco arrugado. 
Dalí terminó la obra en 1926, cuando tenía veintidós años, poco después de haber terminado su formación artística formal en Madrid, donde estudiaba a los maestros holandeses. Es una de las muchas pinturas con pan hechas por Dalí, pues es un alimento recurrente en la obra del autor. Un ejemplo posterior es La cesta de pan de 1945.